# Patrullero de la Policía Nacional de Colombia

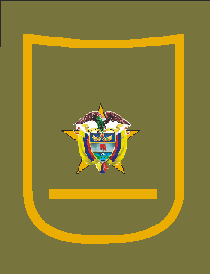
Insignia de Patrullero Policía Nacional de Colombia.

Patrullero es el primer grado de la carrera del Nivel Ejecutivo, de la Policía Nacional de Colombia, equivale al grado de Agente; los Patrulleros son considerados personal de base en conjunto con los Agentes y Auxiliares. Grado inmediatamente inferior al de Subintendente.
La Policía cuenta con 87.359  patrulleros, 10.093 Agentes, y 25.799 Auxiliares entre (de Policía y Bachilleres). Para un total de 116.040 policiales de base en la Policía Nacional.
El grado es una Jineta confeccionada en paño o lanilla color verde aceituna. Tiene 8 cm de largo por 6 cm de ancho. lleva la Estrella de la Policía en la parte superior y una barra horizontal en la parte inferior de 4 cm de largo por 0.5 cm de ancho, los ángulos, barra, bordes y estrella son bordados en hilo dorado o hilo negro dependiendo el tipo de uniforme.

## Requisitos de incorporación al curso de instrucción
- Ser ciudadano colombiano.
- Mayor de 18 años y  menor de 27 años; si acredita título técnico, tecnológico o profesional, hasta los 30 años.
- Casado(a) con un solo hijo.
- Estatura preferiblemente mayor de: - Hombres y mujeres. (Requisito no excluyente)
- No haber sido condenado a penas privativas de libertad, ni poseer antecedentes disciplinarios, ni de policía.
- Puntaje ICFES superior a 40 puntos

si usted no cumple con este requisito puede seguir en el proceso de selección depende a su destacamiento en la escuela de formación.
- Superar el proceso de selección realizado por la Policía Nacional y ser seleccionado por el Consejo de Admisiones de acuerdo con la planta autorizada por el Gobierno Nacional.